# 옌 프레스
옌 프레스(Yen Press)는 가도카와와 아셰트 북 그룹(Hachette Book Group)이 공동 소유한 미국의 만화, 그래픽 소설, 라이트 노벨 출판사이다. 2008년부터 2013년 사이에 월간 만화 선집인 옌 플러스(Yen Plus)를 출판했다. 번역된 자료 외에도 옌 프레스는 원본 시리즈, 특히 스베틀라나 크마코바의 나이스트쿨(Nightschool)과 제임스 패터슨의 맥시멈 라이드(Maximum Ride)를 만화로 각색한 시리즈를 출판했다.

## 타이틀

### 오리지널 시리즈
- 뱀파이어와의 인터뷰
- 페러그린과 이상한 아이들의 집
- 더 모털 인스트루먼츠
- 트와일라잇 그래픽 노블

### 일본 만화
- 86 -에이티식스-
- 액셀 월드
- 아다치와 시마무라
- 지박소년 하나코 군
- 아카메가 벤다!
- 가형의 앨리스
- 하트 나라의 앨리스 ~Wonderful Wonder World~
- 살육의 천사
- 언해피♪
- 어나더 (소설)
- 천청난만!
- 인간 불신 모험가들이 세계를 구하는 듯합니다
- 아즈망가 대왕
- B-one
- 바카노!
- 바보와 시험과 소환수
- 뱀부 블레이드
- 진정한 동료가 아니라며 용사 파티에서 쫓겨났기 때문에, 변경에서 슬로 라이프를 보내기로 했습니다
- 바라카몬
- 빅 히어로
- 블랙 불릿
- 흑집사
- 흑신
- 흑의 소환사
- 봇치 더 록!
- 아픈 건 싫으니까 방어력에 올인하려고 합니다
- 괴물의 아이
- 신부 이야기
- BTOOOM!
- 토끼 드롭스
- 문호 스트레이 독스
- 캐롤 & 튜즈데이
- 바니타스의 카르테
- 어떤 마술의 금서목록
- 관희 챠이카
- 마도정병의 슬레이브
- 전투원, 파견합니다!
- 콥스 파티
- 데드 프린세스
- DARKER THAN BLACK -흑의 계약자-
- 의매생활
- 데스마치에서 시작되는 이세계 광상곡
- 던전밥
- 탐정은 이미 죽었다
- 디트로이트: 비컴 휴먼
- 알바 뛰는 마왕님!
- 나가토 유키짱의 소실
- 다이브 (소설)
- 일반공격이 전체공격에 2회 공격인 엄마는 좋아하세요?
- 다우트 (만화)
- 엘든 링
- 어둠의 실력자가 되고 싶어서!
- 엠마 (만화)
- 나만이 없는 거리
- 처형 소녀의 살아가는 길
- 파이널 판타지 영식
- 동방 프로젝트
- 후르츠 바스켓
- 강철의 연금술사
- GA 예술과 아트 디자인 클래스
- 가브릴 드롭아웃
- 소녀종말여행
- 고블린 슬레이어
- 재와 환상의 그림갈
- 심부름꾼 사이토 씨, 이세계에 가다
- 해피 슈가 라이프
- 이 용사가 ZZANG센 주제에 너무 신중하다
- 히로인 실격
- 하이스쿨 D×D
- 학원묵시록
- 쓰르라미 울 적에
- 사사키와 미야노
- 마법과고교의 열등생
- 호리미야
- 이세계에서 치트 능력을 손에 넣은 나는, 현실세계에서도 무쌍한다 ~레벨 업은 인생을 바꿨다~
- 용사, 그만둡니다 ~다음 직장은 마왕성~
- 악역 영애이기 때문에 최종 보스를 길러보았습니다
- 슬라임을 잡으면서 300년, 모르는 사이에 레벨 MAX가 되었습니다
- 이세계는 스마트폰과 함께
- 리아데일의 대지에서
- 이누×보쿠SS
- 던전에서 만남을 추구하면 안 되는 걸까
- 주문은 토끼입니까?
- 이것은 좀비입니까?
- 조제와 호랑이와 물고기들
- 아지랑이 프로젝트
- 카케구루이
- 케이온!
- 케모노 프렌즈
- 금빛 모자이크
- 코바토
- 이 멋진 세계에 축복을!
- 유루캠△
- 리틀 위치 아카데미아
- 로그 호라이즌
- 살애
- 리코리스 리코일
- 마기아 레코드 마법소녀 마도카☆마기카 외전
- 마법소녀 육성계획
- 전생 왕녀와 천재 영애의 마법 혁명
- 최근 고용한 메이드가 수상하다
- 스즈미야 하루히 (시리즈)
- 보이는 여고생
- 약캐 토모자키 군
- 월간순정 노자키 군
- 부녀자 그녀
- 즉사 치트가 너무 최강이라 이세계 녀석들이 전혀 상대가 되지 않습니다만.
- 역시 내 청춘 러브코메디는 잘못됐다.
- 닌자의 왕
- 낮잠공주: 모르는 나의 이야기
- 노 게임·노 라이프
- 내가 인기 없는 건 아무리 생각해도 너희들 탓이야!
- 666 사탄
- 수호천사 히마리
- 일주일간 친구
- 【최애의 아이】
- 너와 나의 최후의 전장, 혹은 세계가 시작되는 성전
- 오버로드 (소설)
- 판도라 하츠
- 쿨하고 바보 같은 남자
- 감옥학원
- 마법소녀 마도카☆마기카
- 극장판 마법소녀 마도카☆마기카
- 청춘 돼지
- Re:제로부터 시작하는 이세계 생활
- 자동판매기로 다시 태어난 나는 미궁을 방랑한다
- 영웅왕, 극한의 무를 위해 전생하다 ~그리고 세계 최강의 견습기사가 되다♀~
- 일곱 개의 마검이 지배한다
- 이세계 식당
- 로미오×줄리엣
- 왕실교사 하이네
- 시원찮은 그녀를 위한 육성방법
- 유녀전기
- 사키 (만화)
- 학교생활!
- 쓰레기의 본망
- 세키레이
- 세키로: 섀도즈 다이 트와이스
- 섀도 하우스
- 관지기 쿠로
- SHY (만화)
- 은수저 (만화)
- 거미입니다만, 문제라도?
- 소울 이터 (만화)
- 소울 이터 Not!
- 늑대와 향신료
- 스파이럴 추리의 띠
- 스파이 교실
- 스타워즈 반란군
- 스트라이크 더 블러드
- 스모모모모모모 ~지상최강의 신부~
- 슨도메
- 히다마리 스케치
- 소드 아트 온라인 얼터너터브: 건 게일 온라인
- 소드 아트 온라인
- 결혼반지 이야기
- 장난을 잘 치는 타카기 양
- 전생했더니 슬라임이었던 건에 대하여
- 테르마이 로마이
- 동경 BABYLON
- 위벨 블라트
- 괭이갈매기 울 적에
- 이세계 삼촌
- Unnamed Memory
- 마녀의 집
- 사랑하는 나의 아들아
- 늑대아이
- 사이다처럼 말이 톡톡 솟아올라
- 세계 최고의 암살자, 이세계 귀족으로 전생하다
- 요츠바랑!
- 너의 이름은.
- 겁쟁이 페달
- ZOMBIE-LOAN

### 라이트 노벨
- 초속 5센티미터
- 86 -에이티식스-
- 액셀 월드
- 가끔씩 툭하고 러시아어로 부끄러워하는 옆자리의 아랴 양
- 옆집 천사님 때문에 어느샌가 인간적으로 타락한 사연
- 어나더 (소설)
- 인간 불신 모험가들이 세계를 구하는 듯합니다
- 바카노!
- 진정한 동료가 아니라며 용사 파티에서 쫓겨났기 때문에, 변경에서 슬로 라이프를 보내기로 했습니다
- 블랙 불릿
- 흑의 소환사
- 아픈 건 싫으니까 방어력에 올인하려고 합니다
- 문학소녀
- 약캐 토모자키 군
- 괴물의 아이
- 문호 스트레이 독스
- 어떤 마술의 금서목록
- 별을 쫓는 아이
- 전투원, 파견합니다!
- 데이트 어 라이브
- 의매생활
- 데스마치에서 시작되는 이세계 광상곡
- 탐정은 이미 죽었다
- 알바 뛰는 마왕님!
- 일반공격이 전체공격에 2회 공격인 엄마는 좋아하세요?
- 듀라라라!!
- 어둠의 실력자가 되고 싶어서!
- 공허의 상자와 제로의 마리아
- 처형 소녀의 살아가는 길
- 쏘아올린 불꽃, 밑에서 볼까? 옆에서 볼까? (2017년 영화)
- 언어의 정원
- 천재 왕자의 적자국가 재생술 ~그래, 매국하자~
- 고블린 슬레이어
- 사상 최강의 대마왕, 마을 사람 A로 전생하다
- 스즈미야 하루히 (시리즈)
- 이 용사가 ZZANG센 주제에 너무 신중하다
- 수염을 깎다. 그리고 여고생을 줍다.
- 하이스쿨 D×D
- 사사키와 미야노
- 이세계에서 치트 능력을 손에 넣은 나는, 현실세계에서도 무쌍한다 ~레벨 업은 인생을 바꿨다~
- 악역 영애이기 때문에 최종 보스를 길러보았습니다
- 리아데일의 대지에서
- 이수라
- 슬라임을 잡으면서 300년, 모르는 사이에 레벨 MAX가 되었습니다
- 마법과고교의 열등생
- 던전에서 만남을 추구하면 안 되는 걸까
- 조제와 호랑이와 물고기들
- 아지랑이 프로젝트
- 이 멋진 세계에 축복을!
- 리틀 위치 아카데미아
- 로그 호라이즌
- 마법소녀 육성계획
- 전생 왕녀와 천재 영애의 마법 혁명
- 미래의 미라이
- 마왕학원의 부적합자 ~사상 최강의 마왕인 시조, 전생해서 자손들의 학교에 다니다~
- 부녀자 그녀
- 즉사 치트가 너무 최강이라 이세계 녀석들이 전혀 상대가 되지 않습니다만.
- 역시 내 청춘 러브코메디는 잘못됐다.
- 밤은 짧아 걸어 아가씨야 (영화)
- 노 게임·노 라이프
- 너와 나의 최후의 전장, 혹은 세계가 시작되는 성전
- 오버로드 (소설)
- 판도라 하츠
- 구름의 저편, 약속의 장소
- 청춘 돼지
- Re:제로부터 시작하는 이세계 생활
- 자동판매기로 다시 태어난 나는 미궁을 방랑한다
- 영웅왕, 극한의 무를 위해 전생하다 ~그리고 세계 최강의 견습기사가 되다♀~
- 일곱 개의 마검이 지배한다
- 녹을 먹는 비스코
- 유녀전기
- 거미입니다만, 문제라도?
- 나 혼자만 레벨업
- 울려라! 유포니엄
- 늑대와 향신료
- 스파이 교실
- 스트라이크 더 블러드
- 용과 주근깨 공주
- 예를 들어 라스트 던전 앞 마을의 소년이 초반 마을에서 사는 듯한 이야기
- 스즈메의 문단속
- 소드 아트 온라인
- 소드 아트 온라인 얼터너터브: 건 게일 온라인
- 전생했더니 슬라임이었던 건에 대하여
- Unnamed Memory
- 외톨이 흡혈 공주의 고뇌
- 날씨의 아이
- 늑대아이
- 마녀의 여행
- 사이다처럼 말이 톡톡 솟아올라
- 세계 최고의 암살자, 이세계 귀족으로 전생하다
- 종말에 뭐하세요? 바쁘세요? 구해주실 수 있나요?
- 너의 이름은. (소설)